# آتاکان کارازور
آتاکان کارازور (انگلیسی: Atakan Karazor؛ زادهٔ ۱۳ اکتبر ۱۹۹۶) بازیکن فوتبال اهل آلمان است.
از باشگاه‌هایی که در آن بازی کرده‌است می‌توان به باشگاه فوتبال اشتوتگارت و باشگاه فوتبال بروسیا دورتموند اشاره کرد.